# Zamach stanu w Egipcie (2013)
Zamach stanu w Egipcie – zamach stanu przeprowadzony przez egipskie wojsko przeciwko prezydentowi Muhammadowi Mursiemu 3 lipca 2013 roku w następstwie antyprezydenckich protestów.

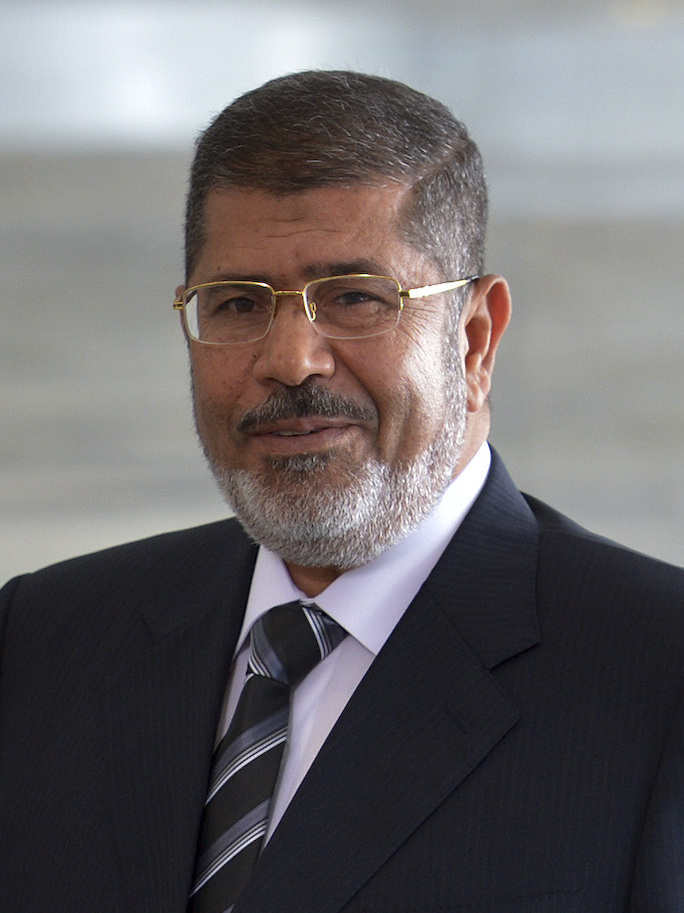
Obalony w czasie zamachu prezydent Muhammad Mursi

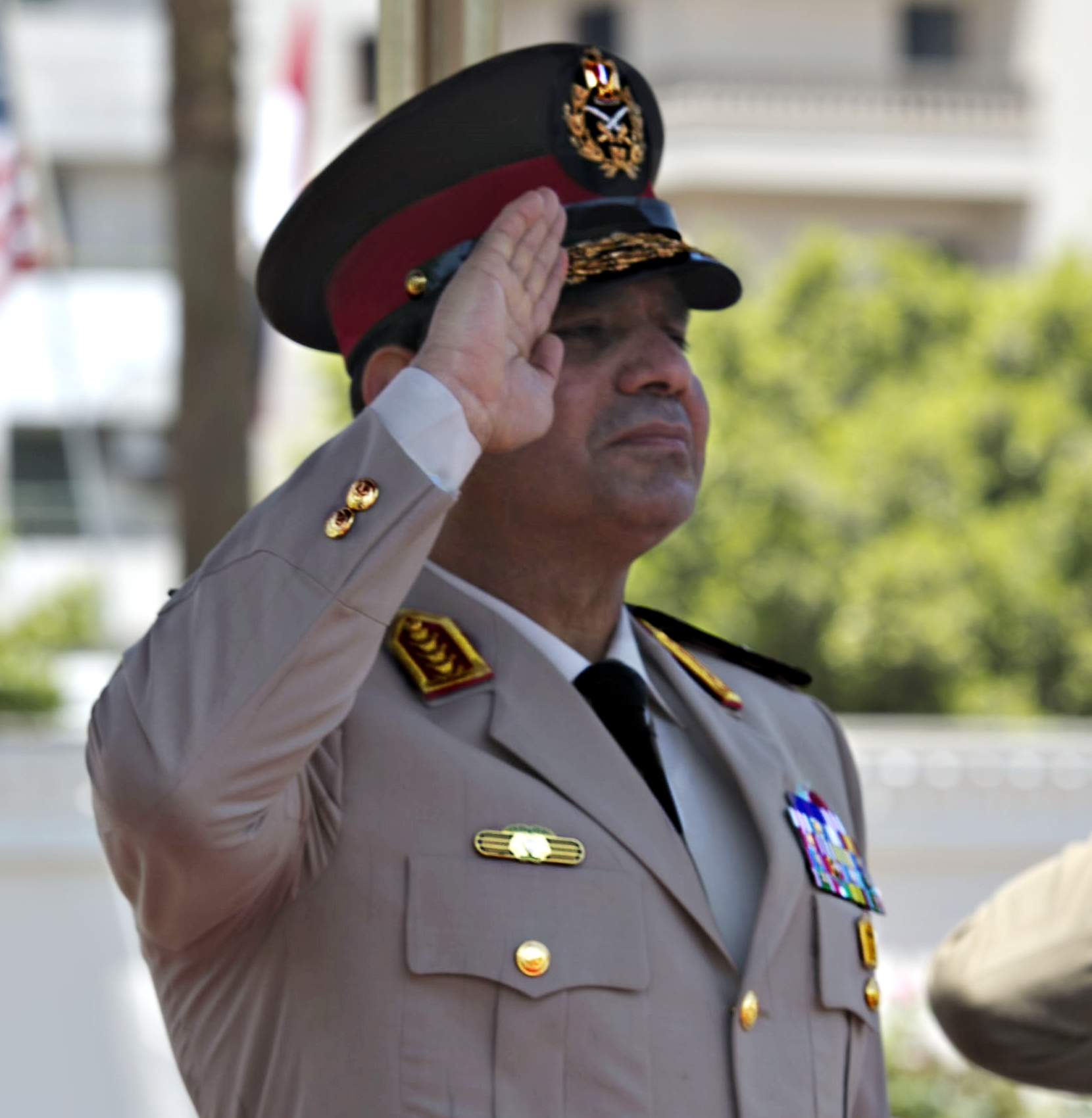
Dowódca zamachu Abd al-Fattah as-Sisi

Jeszcze 1 lipca minister obrony Egiptu, generał Abd al-Fattah as-Sisi oświadczył, że armia nie ma zamiaru się włączać do polityki, jednakże dał politykom czas do 3 lipca na przyjęcie żądań narodu. Również opozycja (w tym ruch oddolny Tamarrud) wyznaczyła Mursiemu czas do 2 lipca do godz. 17:00. na ustąpienie, jednak prezydent zignorował ultimatum. Bractwo Muzułmańskie odrzuciło także deklarację armii, wobec czego 3 lipca o godzinie 17:00 wojsko poinformowało prezydenta o odsunięciu go od obowiązków, a kilkadziesiąt minut później decyzję ogłoszono społeczeństwu. Wojsko ogłosiło czasowe zawieszenie konstytucji, usunięcie prezydenta z urzędu, mianowanie przewodniczącego sądu konstytucyjnego Adlego Mansura tymczasowym prezydentem i przyśpieszone wybory. Jeszcze tego samego dnia aresztowano ok. 300 działaczy Bractwa Muzułmańskiego oraz powiązanych z nim organizacji, a także zamknięto biura telewizji Al-Dżazira. Zatrzymania nie zakończyły jednak protestów i starć ze zwolennikami Bractwa Muzułmańskiego, były ofiary śmiertelne.
5 lipca 2013 w odpowiedzi na wojskowy zamach stanu, Unia Afrykańska zawiesiła Egipt w prawach członka. Zawieszenie ma obowiązywać do czasu przywrócenia ładu konstytucyjnego w Egipcie. Podobne kroki Unia Afrykańska poczyniła wobec zamachów stanu na Madagaskarze (2009), w Nigrze (2010), Wybrzeżu Kości Słoniowej (2011), Mali (2012), Gwinei Bissau (2012) oraz Republice Środkowoafrykańskiej (2013).
8 lipca doszło w Kairze do starć między zwolennikami Mursiego a wojskiem, zginęły dziesiątki, a rannych zostały setki osób.
14 sierpnia 2013 wprowadzono stan wyjątkowy i godzinę policyjną, zniesione 12 listopada.